# Эверетт, Марк Оливер
Марк Оливер Эверетт (англ. Mark Oliver Everett; род. 10 апреля 1963, Виргиния, США) — американский композитор, певец, автор песен и мультиинструменталист. Фронтмен группы Eels.

## Биография
Родился в Виргинии в 1963 в семье Хью Эверетта (1930—1982), создателя многомировой интерпретации в квантовой механике. Дед по материнской линии, Гарольд Гор, был тренером по баскетболу, футболу и бейсболу.
В 1992 и 1993 году Эверетт под псевдонимом E выпустил два студийных альбома — A Man Called E и Broken Toy Shop. В 1995 году в Лос-Анджелесе Эверетт основал группу Eels.

### Eels
В 1995 году группа Eels была создана в Лос-Анджелесе Эвереттом. Они выпустили несколько студийных альбомов, включая Beautiful Freak (1996), Electro-Shock Blues (1998), Daisies of the Galaxy (2000), Souljacker (2001), Shootenanny! (2003) и т.д. Hombre Lobo, End Times и Tomorrow Morning образуют трилогию о «жажде, утрате и искуплении».

## Личная жизнь
Элизабет Эверетт, сестра Марка, покончила жизнь самоубийством в 1996 году. В 1998 году у его матери Нэнси был диагностирован неизлечимый рак легких. В текстах альбома "Electro-Shock Blues" группы Eels обращается внимание на эти события. В 2000 году Марк Эверетт женился на российском дантисте Наталье Ковалевой, но их брак закончился через пять лет. Позже он поженился на шотландке из киноиндустрии, но и этот брак также закончился разводом. У Марка был сын от второй жены, Арчи Макгрегор Эверетт. Двоюродная сестра Марка, Дженнифер Льюис, погибла в авиакатастрофе 11 сентября 2001 года. В 2014 году Марку была вручена свобода Лондонского Сити. Он называет себя агностиком, но иногда выражает благодарность Богу